# BBC Cymru Wales
A BBC Cymru Wales é uma divisão da BBC e a emissora nacional do País de Gales. Estabelecida em 1964, a BBC Cymru Wales tem sede em Cardiff e emprega diretamente cerca de 1.200 pessoas para produzir uma série de programas para serviços de televisão, rádio e on-line em inglês e galês.
A BBC Cymru Wales opera dois canais de televisão (BBC One Wales , BBC Two Wales) e duas estações de rádio. O País de Gales arrecada cerca de 182 milhões de libras em recursos de taxa de licenciamento; no entanto, os gastos com conteúdo local da BBC Wales (incluindo 76 milhões de libras esterlinas) são de 151 milhões de libras (R$ 776,56 milhões), dos quais 31 milhões de libras (R$ 159,43 milhões)  correspondem a produções televisivas produzidas pela BBC.

## Serviços

### Televisão
A BBC Cymru Wales opera dois serviços de televisão, a BBC One Wales e a BBC Two Wales, que podem optar por não receber a rede principal da BBC One e da BBC Two em Londres para transmitir programas regionais. Estes dois canais transmitem uma variedade de programas em inglês, incluindo o principal programa de notícias BBC Wales Today,que transmite vários boletins ao longo do dia, incluindo o programa principal da noite.
Além desses dois canais, a BBC Cymru Wales é obrigada a fornecer programas em galês, que fornece gratuitamente ao canal galês S4C usando a marca BBC Cymru. Estes programas incluem um serviço de notícias galês Newyddion, cobrindo galês, notícias gerais do Reino Unido e internacionais, e uma novela Pobol y Cwm, a mais longa novela de televisão feita pela BBC.

### Rádio
A BBC Cymru Wales opera duas estações de rádio que cobrem todo o país. A BBC Radio Wales é a rede de língua inglesa, transmitindo programas locais por aproximadamente 20 horas por dia e transmitindo simultaneamente o Serviço Mundial da BBC durante o tempo de inatividade da estação. A BBC Radio Cymru transmite programas galeses por aproximadamente o mesmo tempo, abrangendo uma ampla variedade de gêneros: uma seção juvenil de marca específica C2 contribui para isso transmitindo músicas dos gêneros pop e rock. Enquanto estiver fora do ar, a Rádio Cymru faz um simulcast do programa noturno da BBC Radio 5 Live.

### On-line e interativo
A BBC Cymru Wales opera seu próprio mini-site na BBC Online, bem como fornece notícias e recursos para outras áreas da BBC Online. Além disso, notícias são fornecidas para o serviço interativo BBC Red Button.

### BBC Orquestra Nacional do país de Gales
A BBC Cymru Wales emprega uma orquestra em tempo integral, a Orquestra Nacional da BBC do País de Gales (BBC NOW), que faz shows em Cardiff, Swansea e em todo o País de Gales. A maioria dos shows da orquestra é gravada para transmissão na BBC Radio 3 , na BBC Radio Wales e na BBC Radio Cymru. Desde janeiro de 2009, a base administrativa do NOW é o BBC Hoddinott Hall, no Wales Millennium Centre , em Cardiff.

## História
A primeira transmissão no País de Gales foi em 13 de fevereiro de 1923 partir da estação de rádio 5WA, mais tarde para se tornar parte do Programa Regional da BBC e em 1939, o BBC Home Service. Durante esse período, a região foi servida de várias bases ao redor do País de Gales. Durante a Segunda Guerra Mundial , todos os serviços regionais cessaram e transmitiram o Home Service de Londres , embora alguns conteúdos galeses tenham sido incluídos. A base Bangor da BBC foi anfitriã do Departamento de Variedades da BBC durante a guerra, embora este fato nunca tenha sido anunciado oficialmente.
Os primeiros sinais de televisão no País de Gales vieram em 15 de agosto de 1952 do recém-construído transmissor Wenvoe. O próprio transmissor transmitiu o serviço nacional de televisão da BBC . O País de Gales ganharia algum significado quando, em 1957, a região da BBC West de Bristol foi estabelecida, incluindo um boletim diário de cinco minutos para o País de Gales, seguido cinco anos depois pelo lançamento do programa diário Wales Today. 

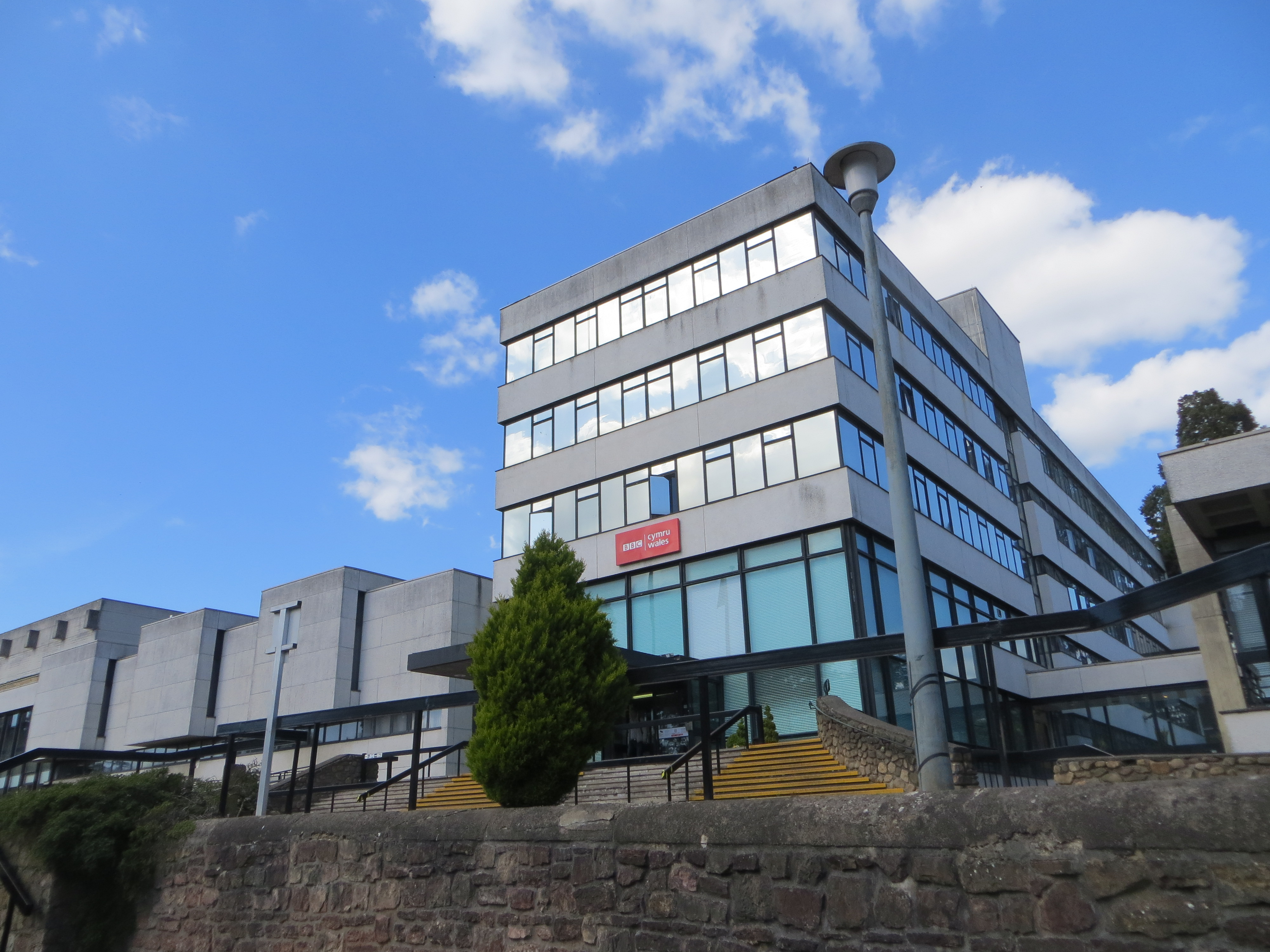
Casa de radiodifusão

O lançamento do BBC Wales em 9 de fevereiro de 1964 forneceu um serviço de televisão específico para o país. O novo serviço foi fortemente promovido (proclamando que o País de Gales recebe seu próprio serviço de TV em 1964!), Com promos animados usando o som dos coros galeses para explicar sobre a interferência das montanhas. Dois anos mais tarde, em 1966, a nova sede da BBC Cymru Wales na Broadcasting House em Cardiff foi inaugurada e a primeira transmissão em cores para o País de Gales ocorreu em 1970.
Após o final da Segunda Guerra Mundial, o Serviço Doméstico da BBC continuou seus opt-outs regionais, incluindo um serviço de desativação para o País de Gales. Este opt-out continuou após a mudança do Home Service para a Radio 4 e abriu o caminho para dois serviços de rádio em tempo integral - BBC Radio Cymru em 1977, seguido um ano depois pela BBC Radio Wales.

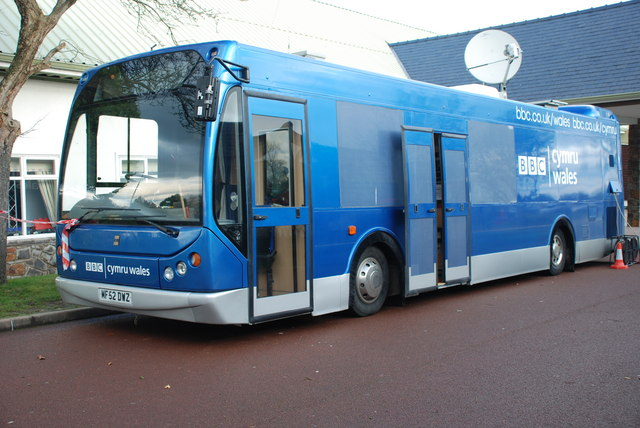
BBC Cymru Wales fora do ônibus de transmissão, 2009

Antes de 1982, a BBC Cymru Wales na televisão oferecia programas em inglês e galês, com o programa de notícias Heddiw e o longa série Pobol y Cwm figurando entre os principais resultados. No entanto, isso mudou com o lançamento do S4C em 1 de novembro de 1982, uma vez que toda a programação em língua galesa da BBC e do empreiteiro HTV HTV foi transferida para o novo canal. Como parte de uma garantia de 10 horas semanais de programação produzida pela BBC, a Pobol y Cwm mudou para o novo canal enquanto um novo serviço de notícias, o Newyddion, foi lançado.
No final da década de 1990, a BBC Cymru Wales continuou a expandir seus serviços. As primeiras páginas da Web para o País de Gales começaram a aparecer na BBC Online em 1997, incluindo uma variedade de recursos relacionados a programação, cronogramas, eventos comunitários e outras histórias. No ano seguinte, a BBC Wales ganhou tempo de antena adicional através do uso de um horário nobre tardio para a meia-noite opt-out do novo canal digital BBC Choice. Isto durou até que as opt-outs terminassem no canal em 2001; Posteriormente, a BBC Wales optou por sair da BBC Two horário horário em plataformas digitais para transmitir BBC 2W. Este último serviço encerrou em 2 de janeiro de 2009 - antes da transição para o digital, que teria deixado de ser uma transmissão separada em analógico e digital.
A expansão do número de produções teatrais conduzidas pela BBC Cymru Wales desde 2011 resultou na construção e abertura em um novo centro de estúdio em Cardiff.

## Studios

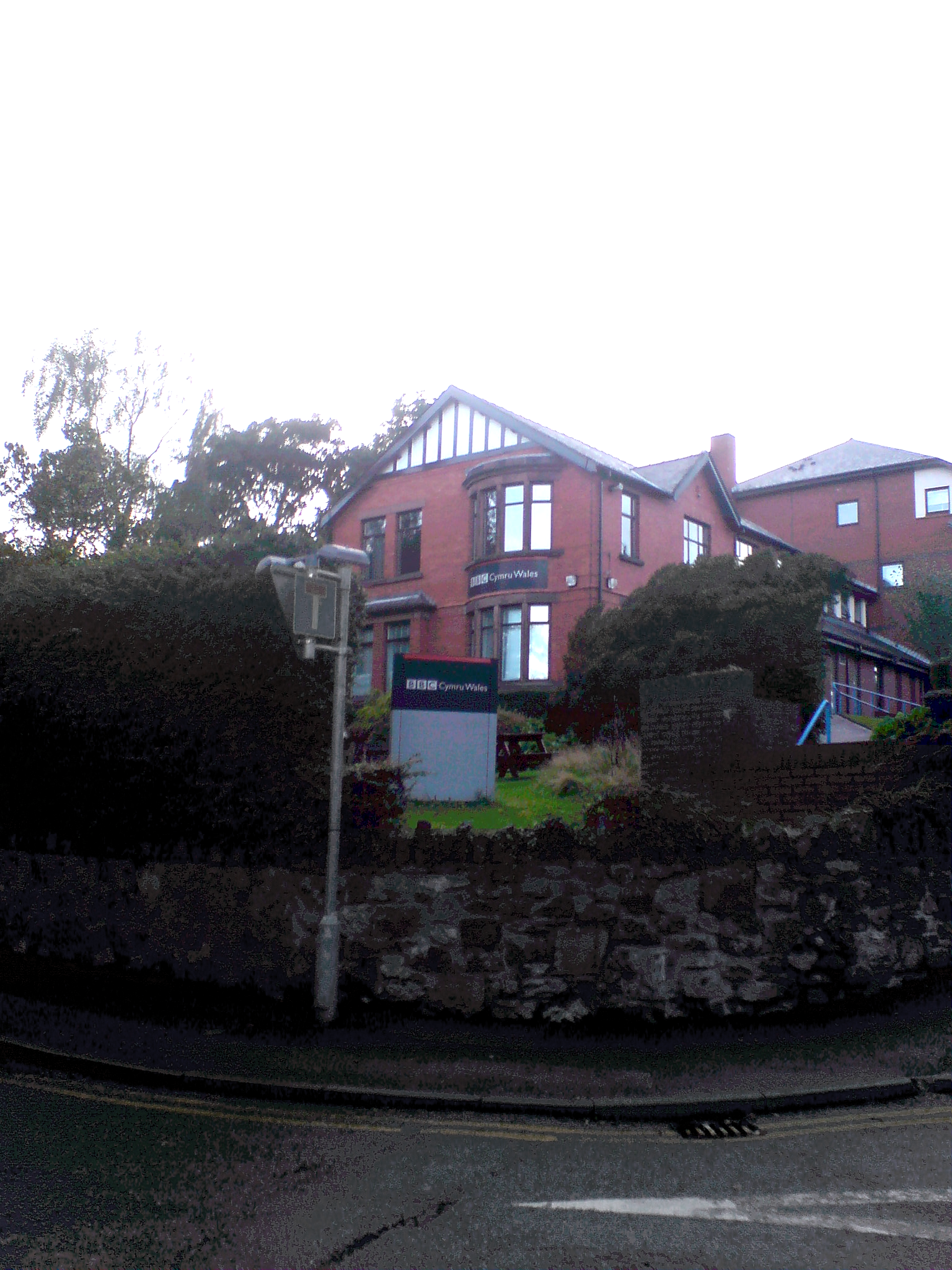
Construção de BBC Cymru Wales em Bangor, Gwynedd.

A sede atual da BBC Cymru Wales está localizada dentro da Broadcasting House, em Llandaff, Cardiff. O centro do estúdio foi construído em 1966 e inaugurado no ano seguinte como um local construído para abrigar a presença crescente da BBC em Cardiff. O centro continha estúdios para os programas de notícias, o espaço de rádio incluindo o usado pela Orquestra Nacional da BBC do País de Gales até 2009, e outro estúdio para produções de teatro construído em meados da década de 1970.
Anteriormente, a BBC no País de Gales tinha sido localizada em uma capela convertida na Broadway, Cardiff e em acomodações temporárias no BBC Broadcasting Center, às margens do rio Taff. Embora esses estúdios tenham sido palco de programas de drama, entretenimento e regionais, o site ainda não era o ideal. O site só tinha dois estúdios, ambos localizados na igreja, e a capacidade de transmitir filmes não foi instalada no site por vários anos; Um filme tocou em programas de uma máquina de telecinema em Bristol ou Londres e o processamento de filmes para notícias foi feito por uma empresa chamada Park Pictures, em Cardiff, até que o processamento da BBC fosse instalado na Stacey Road.

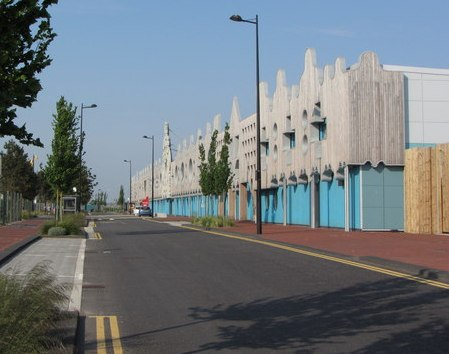
O complexo de estúdios Roath Lock da BBC Cymru Wales.

A expansão das produções da BBC Cymru Wales nos últimos anos resultou em investimento para novos estúdios. Para ganhar capacidade extra, a BBC Wales investiu no Upper Boat Studios em Pontypridd para abrigar várias produções, com destaque para Doctor Who e suas produções irmãs Torchwood e The Sarah Jane Adventures . Apesar do investimento em Upper Boat, o complexo de estúdios logo se tornou pequeno demais para abrigar novas produções sendo transferidas para o BBC Nations. Como parte desta decisão, foi decidido em março de 2009 que as produções da BBC, Casualty e Crimewatch, deveriam se mudar de suas antigas casas na unidade de produção de rede da BBC Bristol para Cardiff.
Para abrigar esses novos programas, foi construído um novo complexo de estúdios com 170.000 pés quadrados (518 km²), projetado para abrigar as produções de Doctor Who, Aventuras de Sarah Jane, Casualty , Upstairs Downstairs e Pobol y Cwm. Localizada em Porth Teigr, na Baía de Cardiff, a Roath Lock Studios obteve permissão em janeiro de 2009 e a construção começou em junho de 2010 com o edifício chegando em fevereiro de 2011. A produção começou no local no outono de 2011. site foi inaugurado oficialmente em 12 de março de 2012. Como resultado, Pobol y Cwm mudou-se dos estúdios Llandaff e Doctor Who mudou-se de estúdios Upper Boat para o novo complexo, com Casualty juntando-se a eles no local. Apesar de ter sido projetado para abrigá-los, o local nunca abrigou a Sarah Jane Adventures, após a morte da atriz principal Elisabeth Sladen em 2011, ou Upstairs Downstairs, após o cancelamento da série.
Foi anunciado em agosto de 2013 que os estúdios Llandaff fechariam nos próximos anos e que a sede da BBC Cymru Wales se mudaria posteriormente para um novo site. Em junho de 2014 foi anunciado que a nova sede seria no local da estação central de Cardiff e contará com 1.000 funcionários e terá cerca de metade do espaço da base de Llandaff com 70% menos espaço de estúdio. da abertura de Roath Lock.
Além dessas propriedades, a BBC Cymru Wales também tem propriedades em Aberystwyth, Bangor, Carmarthen, Newtown, Penrhyndeudraeth, Swansea e Wrexham e na BBC Hoddinott Hall, em Cardiff, sede da BBC National Orchestra of Wales.

## Produções de televisão

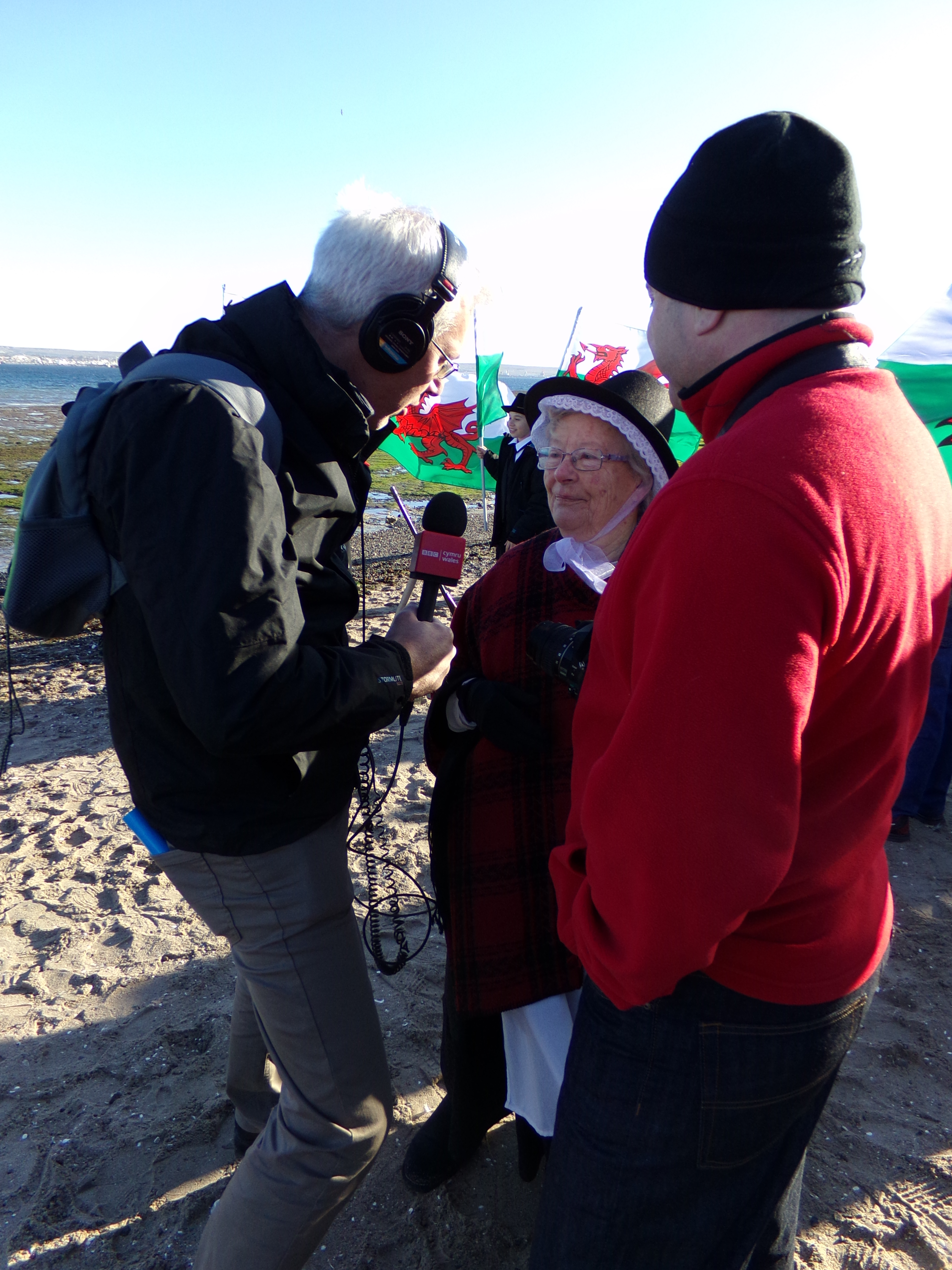
Craig Duggan, repórter da BBC Wales, conduziu uma entrevista em Puerto Madryn, na Argentina, para o 150º aniversário de Y Wladfa.

A BBC Cymru Wales produz programação local e em rede para transmissão no País de Gales e no resto do Reino Unido. Nos últimos anos, sua produção dramática tem sido particularmente bem-sucedida, incluindo o renascimento de 2005 da clássica série de ficção científica Doctor Who e seus spin-offs Torchwood (2006) e The Sarah Jane Adventures (2007). Além disso, a BBC Wales comissiona outras produções dramáticas para a rede BBC de produtores independentes, como Life on Mars (2006–07).

### Em casa produções
As seguintes produções foram criadas pela BBC Cymru Wales para transmissão no País de Gales:
- Wales Today (1962 – presente)
- Semana na semana fora (1964 – presente)
- Pobol y Cwm (1974 – presente)
- Ffeil (1995 – presente)
- Newyddion (1982 – presente)
- Cidade Satélite (1996-1999)
- Pertencer (1999–2009)
- O banco (2001-2002)
- Primeiro Grau (2002)
- Grandes Esperanças (2002–2009)
- Hospital 24/7 (2009 – presente)
- Scrum V (1995 – presente)

Além da programação para o País de Gales, as produções em rede da BBC Cymru Wales incluem:
- Grand Slam (1978)
- A vida e os tempos de David Lloyd George (1981)
- Ponto Ennal (1982)
- A Enfermeira Distrital (1984-1987)
- Café da fronteira
- Ele sabia que estava certo (2004)
- Doctor Who (2005 – presente)
- Doutor Who Confidencial (2005–2011)
- Class (2016)
- O caso de Chatterley (2006)
- Torchwood (2006–2009)
- Torchwood desclassificado (2006-2009)
- Tribo (2007)
- As aventuras de Sarah Jane (2007-2011)
- Cães de Topo (2009)
- Lá em cima, Lá embaixo (2010 revival) (2010–2012)
- Arquivos Alien de Sarah Jane (2010)
- Wizards vs Aliens (2012-2014)
- Vítima (2012 – presente)

### Comissões independentes
Além das comissões internas, a BBC Wales também comissiona outras empresas independentes para produzir programas. Esses incluem:
Para o País de Gales:
- Casa do Carvão (2007–2008)
- O gosto de Wright (2008)
- Crash (2009–2010)

Para o Reino Unido:
- Shakespeare: Os contos animados (1992, 1994)
- Casanova (2005)
- A garota no café (2005)
- Life on Mars (2006–2007)
- Mar Largo Sargaço (2006)
- Esta Vida + 10 (2007)
- Cinzas às Cinzas (2008-2010, spinoff da Life on Mars)
- Merlin (2008–2012)
- Ser humano (2009–2013)
- Experiência de trabalho de Rhod Gilbert (2009 – presente)
- Sherlock (2010 – presente)
- Dirk Gently (piloto de 2010, série de 2012)